# Mamerco Emílio Mamercino
Mamerco Emílio Mamercino (em latim: Mamercus Aemilius Mamercinus) foi um político da gente Emília nos primeiros anos da República Romana eleito tribuno consular em 438 a.C. com Lúcio Júlio Julo e Lúcio Quíncio Cincinato. Foi também ditador por três vezes, em 437, 434 e 426 a.C. Foi pai de Mânio Emílio Mamercino, cônsul em 410 a.C. e tribuno consular em 405, 403 e 401 a.C..

## Tribuno consular (438 a.C.)
Mamerco Emílio foi eleito tribuno consular em 438 a.C. com Lúcio Quíncio, o filho de Cincinato, ditador no ano anterior, e Lúcio Júlio. Durante seu mandato, a colônia de Fidenas (em latim: Findenae) se revoltou contra os romanos, expulsando a guarnição local e se aliando ao rei de Veios, Tolúmnio, assassinando depois os emissários enviados por Roma.

## Primeira ditadura (437 a.C.)

Em amarelo, a cidade de Fidenas, hoje um subúrbio de Roma, onde Mamerco Emílio conquistou sua glória em duas batalhas, em 437 a.C. e novamente em 426 a.C..

Logo no ano seguinte, foi eleito ditador, depois que o primeiro combate contra os veios de Tolúmnio, liderado pelo cônsul Lúcio Sérgio Fidenato, apesar de favorável aos romanos, foi particularmente difícil e ensejou a eleição de um ditador para coordenar eficientemente a campanha contra os etruscos e seus aliados, os faliscos e os fidenos.
Mamerco nomeou como seu mestre da cavalaria (magister equitum) Lúcio Quíncio, seu colega tribuno no ano anterior, e, como seus legados, Tito Quíncio Capitolino Barbato, que já havia sido cônsul por seis vezes, e Marco Fábio Vibulano.
A Batalha de Fidenas foi travada diante das muralhas da cidade. Mamerco comandou a ala direita, de frente para os faliscos, Lúcio Quíncio, o centro e, apoiado pela cavalaria, enfrentou os fidenos, enquanto Tito Quíncio, à esquerda, enfrentou os etruscos. Marco Fábio cuidou da reserva e do acampamento romano.
Os romanos conseguiram forçar um combate, apesar da relutância dos veios, e o combate foi sangrento e equilibrado, sobretudo graças à maestria do rei etrusco Tolúmnio, que, sempre a cavalo, estava sempre presente nos pontos onde suas forças pareciam sucumbir aos romanos, recuperando o equilíbrio.
Entre os romanos, o destaque foi Aulo Cornélio Cosso que decidiu atacar frontalmente Tolúmnio e, desmontando-o, conseguiu matá-lo, provocando uma grande confusão nas linhas inimigas, que iniciaram uma fuga que facilitou o trabalho dos legionários romanos.
Pela vitória, Mamerco recebeu um triunfo.

## Segunda ditadura (434 a.C.)
Em 434 a.C., quando eram cônsules Caio Júlio Julo e Lúcio Vergínio Tricosto, Mamerco foi novamente eleito ditador depois da aliança das doze cidades etruscas, lideradas por Veios, que estava prestes a conseguir o apoio de ainda mais cidades para sua perene luta contra os romanos. Mas a investidura de Mamerco se revelou inútil, pois estas cidades recusaram-se a apoiar Veios e os anais não registram nenhum combate romano contra seus vizinhos.
Durante seu mandato, Mamerco aprovou a lei que reduziu o mandato dos censores de cinco para um ano e meio. Esta mudança não foi bem recebida entre os senadores, que lutaram vigorosamente para derrubá-la, mas Mamerco Emílio era adorado pela plebe e sabia disto. Ele submeteu a sua "Lex Aemilia de censura minuenda" à Assembleia tribal e ela foi aprovada. Em retaliação, os censores utilizaram seu poder para retirá-lo de sua tribo, aumentaram seus impostos em oito vezes e o classificaram como aerarii, o que o deixava sujeito a taxações arbitrárias pelos censores.

## Terceira ditadura (426 a.C.)
Em 426 a.C. foram nomeados tribunos consulares Tito Quíncio Peno Cincinato, Caio Fúrio Pácilo Fuso, Marco Postúmio Albo Regilense e Aulo Cornélio Cosso com o objetivo de conduzirem a guerra contra Veios, que novamente vinha atacando a zona rural romana.
Depois do alistamento, enquanto os outros três tribunos conduziam o exército em território etrusco, Aulo Cornélio Cosso ficou encarregado de guardar Roma. O resultado do confronto foi negativo para Roma, sobretudo pela incapacidade dos três tribunos de coordenarem suas próprias ações.
Em Roma, a notícia da derrota foi recebida com grande temor, tanto que o Senado decidiu nomear um ditador, recorrendo pela terceira vez à experiência de Mamerco Emílio.
Mamerco nomeou Cosso seu mestre da cavalaria e Tito Quíncio como seu legado. O inimigo decidiu se posicionar de frente para os muros de Fidenas, onde encontrou o exército romano, prontamente constituído por Mamerco.
A Batalha de Fidenas foi duríssima, mas desta vez os romanos claramente levaram a melhor e, depois de colocarem em fuga os veios, conseguiram invadir Fidenas, que foi arrasada. Por esta vitória, Mamerco conseguiu um novo triunfo.
| “ | Na cidade, o massacre certamente não foi menor do que na batalha. Finalmente, os inimigos largaram as armas e se entregaram ao ditador suplicando apenas pela vida. A cidade e as redondezas foram saqueadas. No dia seguinte, entre cavaleiros e centuriões foram sorteados um prisioneiro para cada. Dois deles não foram tocados pois eram de grande valor. O resto dos inimigos foram leiloados e o ditador conduziu de volta para o Roma, em triunfo, o exército vencedor coberto de espólios. | ” |
|   | — Lívio, "Ab Urbe Condita libri" IV, 34. |   |